# Tom Van Asbroeck
Pour les articles homonymes, voir Asbroeck.
Tom Van Asbroeck, né le 19 avril 1990 à Alost, est un coureur cycliste belge, membre de l'équipe Israel-Premier Tech.

## Biographie

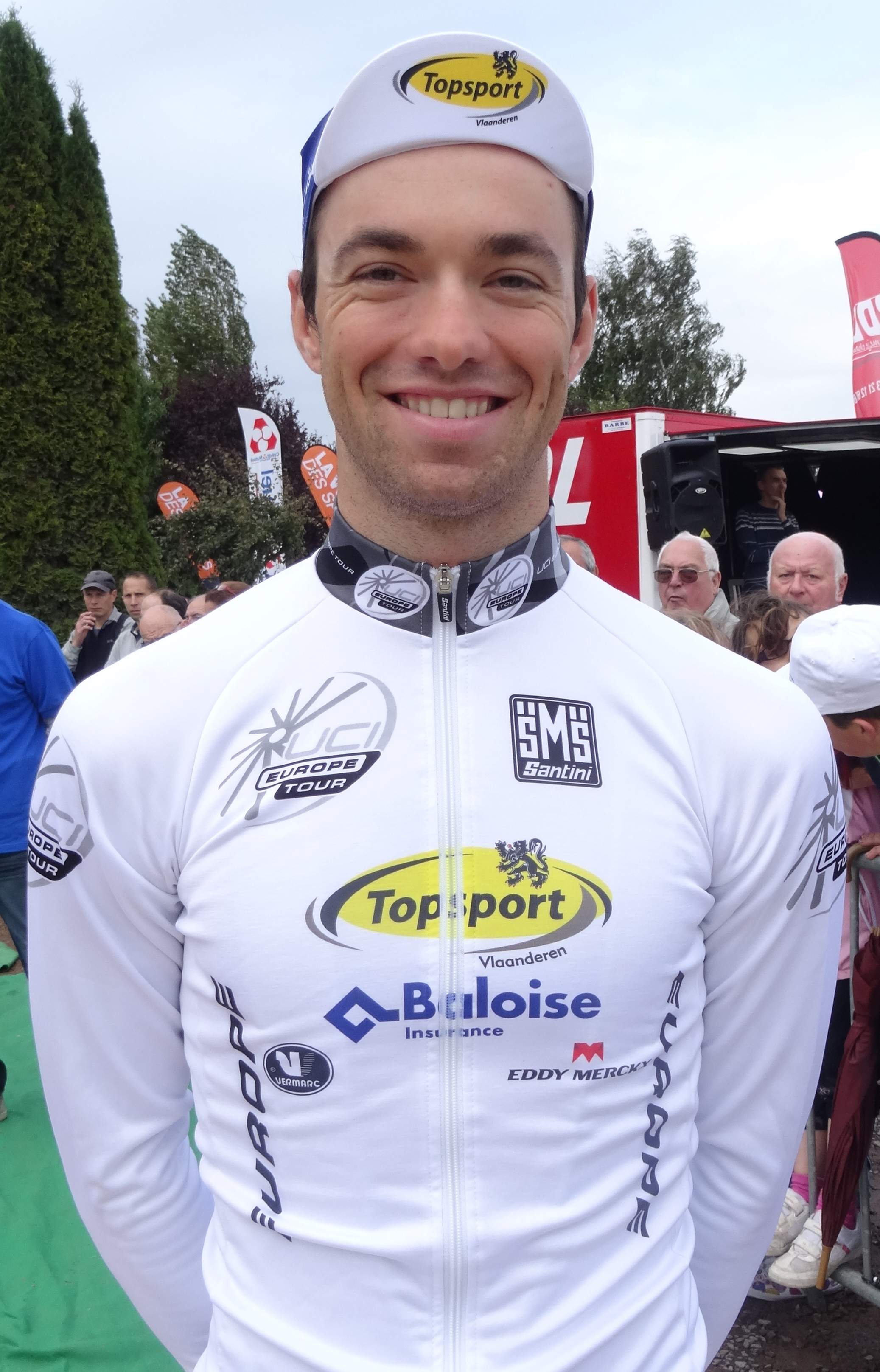
Tom Van Asbroeck lors du départ du Grand Prix d'Isbergues 2014.

Tom Van Asbroeck naît le 19 avril 1990 à Alost en Belgique.
En 2011, il remporte le Circuit Het Nieuwsblad espoirs puis l'année suivante la Beverbeek Classic. Il devient professionnel en 2012, avec son entrée dans l'équipe Topsport Vlaanderen-Mercator, renommée à partir de l'année suivante Topsport Vlaanderen-Baloise.
Lors du Tour de Wallonie 2014, il remporte la 4e étape et se classe 4e au classement général final, 4e au classement par points et 2e au classement du meilleur jeune.
Lors de la dernière course de la saison 2014, le Prix national de clôture, Tom Van Asbroeck termine second derrière Jens Debusschere mais est récompensé pour sa belle saison sur les courses de l'UCI Europe Tour en remportant le classement par points de la saison.
Il est recruté par Lotto NL-Jumbo à partir de la saison 2015. Il est quatrième de Kuurne-Bruxelles-Kuurne, en début de saison, et de Halle-Ingooigem en juin. Il dispute ensuite le Tour d'Espagne, son premier grand tour, et monte sur le podium du Prix national de clôture (2e) et de Binche-Chimay-Binche (3e) en fin de saison. En 2016, il remporte une étape et le classement par points du Tour du Poitou-Charentes, ainsi que le classement de la montagne de l'Arctic Race of Norway.
À la demande de son ami Sep Vanmarcke, Tom Van Asbroeck rejoint en 2017 l'équipe américaine Cannondale-Drapac, qui cherche à se renforcer en vue des classiques.

## Palmarès et classements mondiaux

### Palmarès sur route
- 2011[1]
  - Circuit Het Nieuwsblad espoirs
  - 2e de la Wingene Koers
  - 3e du Grand Prix de Waregem
  - 3e du Mémorial Gilbert Letêcheur
- 2012
  - Beverbeek Classic
  - Grand Prix de la ville de Geel
  -  Médaillé de bronze du championnat du monde sur route espoirs
- 2013
  - Grand Prix Jean-Pierre Monseré
- 2014
  - UCI Europe Tour
  - Cholet-Pays de Loire
  - 4e étape du Tour de Wallonie[2]
  - 2e de la Nokere Koerse
  - 2e du Grand Prix de la Somme
  - 2e du Grand Prix de Fourmies
  - 2e du Grand Prix Jef Scherens
  - 2e de la Gooikse Pijl
  - 2e du Tour de Münster
  - 2e du Prix national de clôture
  - 3e de la Course des raisins
  - 6e de Gand-Wevelgem
- 2015
  - 2e du Prix national de clôture
  - 3e de Binche-Chimay-Binche
- 2016
  - 2e étape du Tour du Poitou-Charentes
- 2017
  - Grote Prijs Dr. Eugeen Roggeman
- 2019
  - Binche-Chimay-Binche
  - 2e de Paris-Bourges
  - 3e du Grand Prix d'ouverture La Marseillaise
  - 3e de la Course des raisins
  - 3e du Circuit Mandel-Lys-Escaut
- 2021
  - 8e de Paris-Roubaix
- 2022
  - Heusden Koers
- 2024
  - 3e étape du Tour de La Provence
  - 2e de la Classic Loire-Atlantique
  - 2e du Grand Prix Pino Cerami
  - 3e du Cholet Agglo Tour

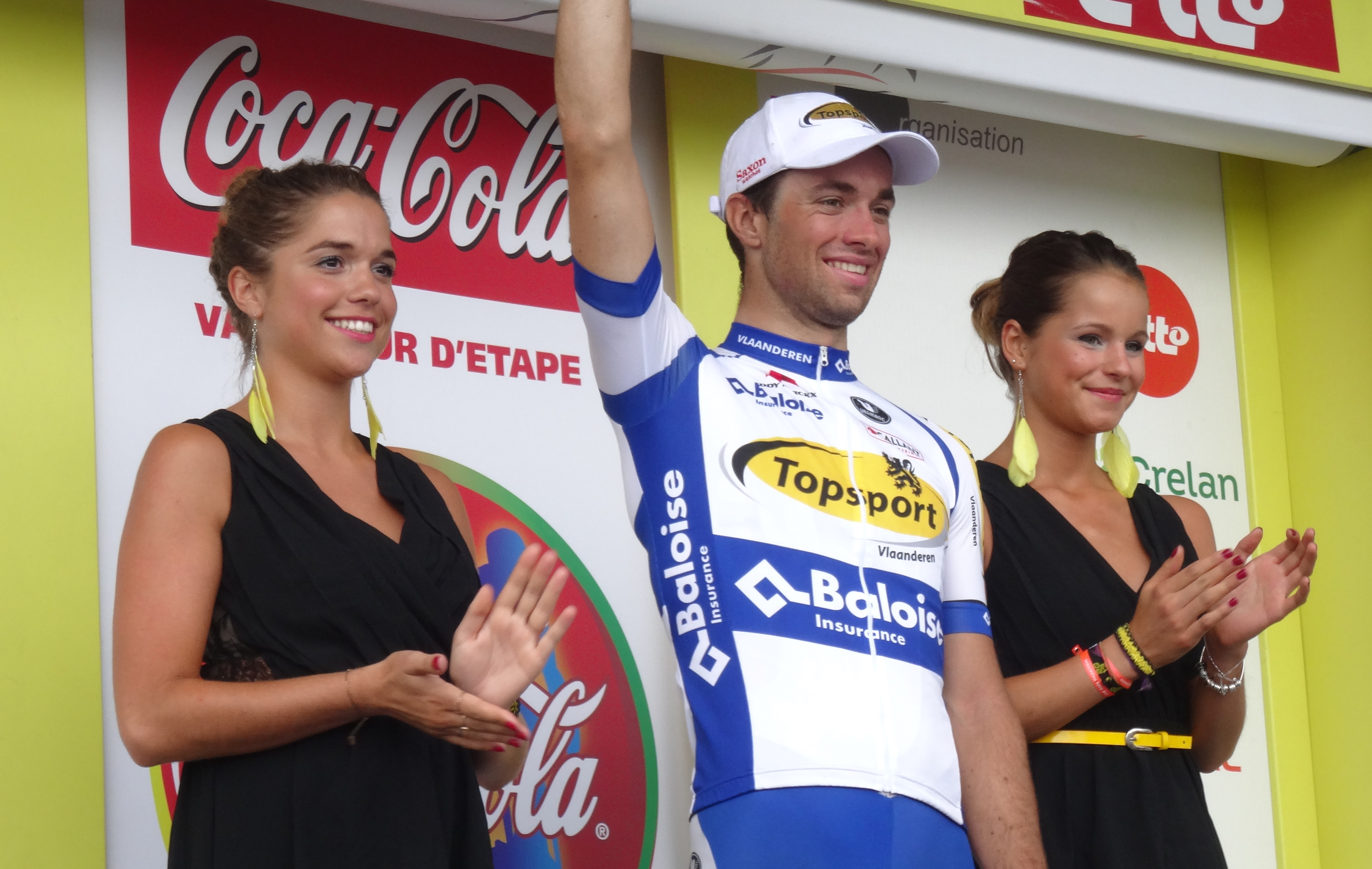
Tom Van Asbroeck, vainqueur de la 4e étape du Tour de Wallonie 2014.
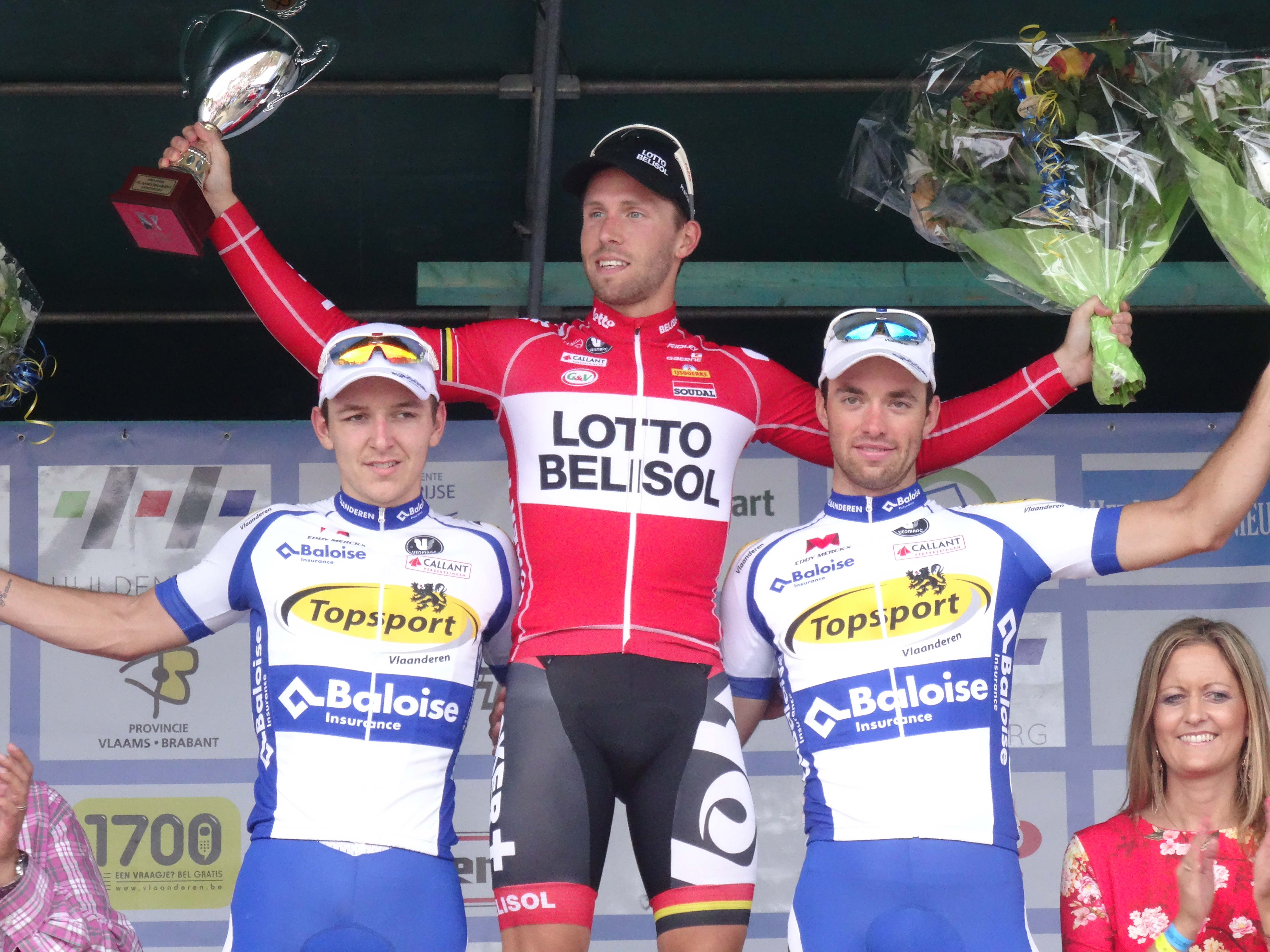
Podium de l'édition 2014 de la Druivenkoers Overijse : Jasper De Buyst (2e), Jonas Van Genechten (1er) et Tom Van Asbroeck (3e).
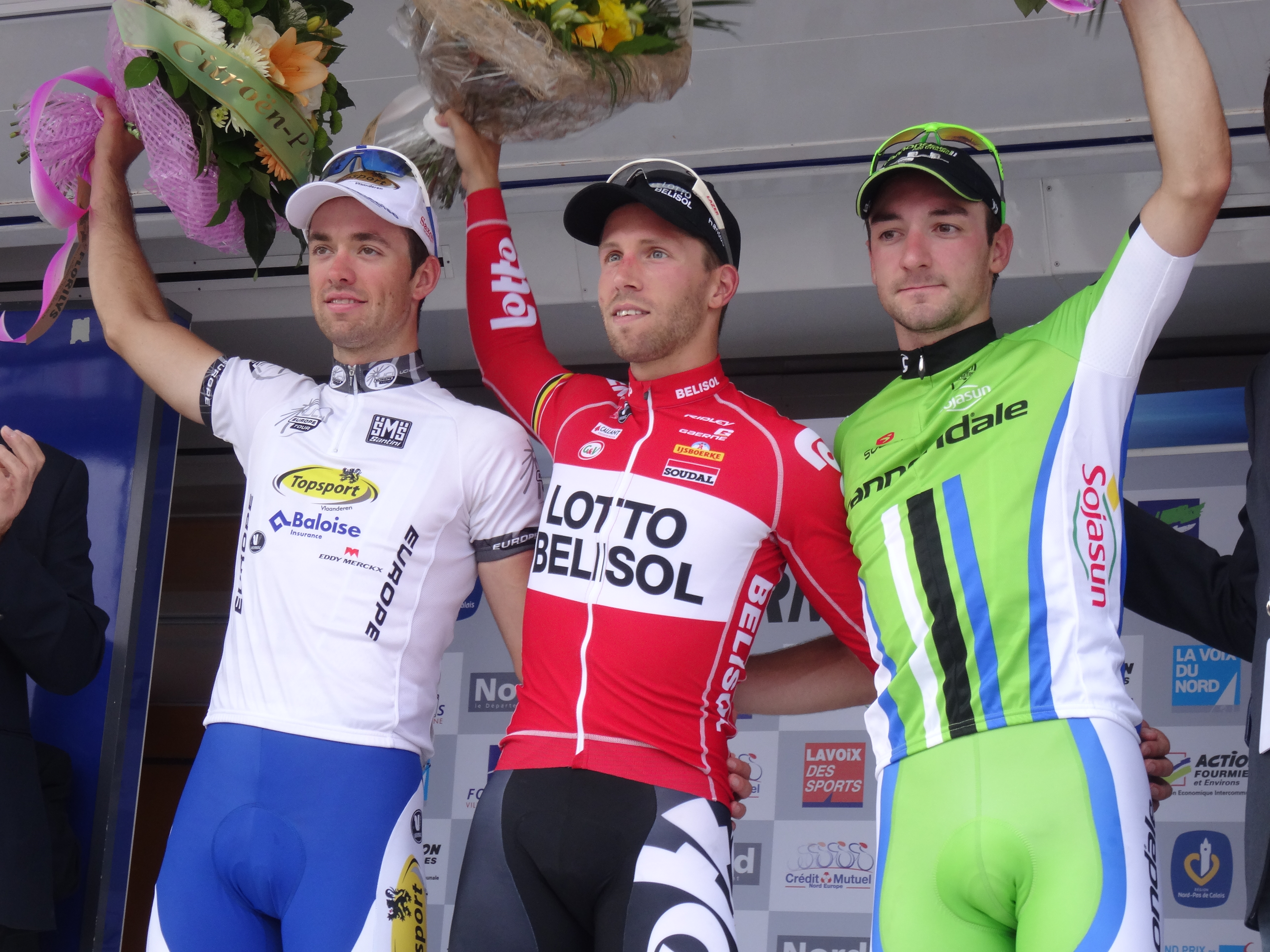
Podium de l'édition 2014 du Grand Prix de Fourmies : Tom Van Asbroeck (2e), Jonas Van Genechten (1er) et Elia Viviani (3e).
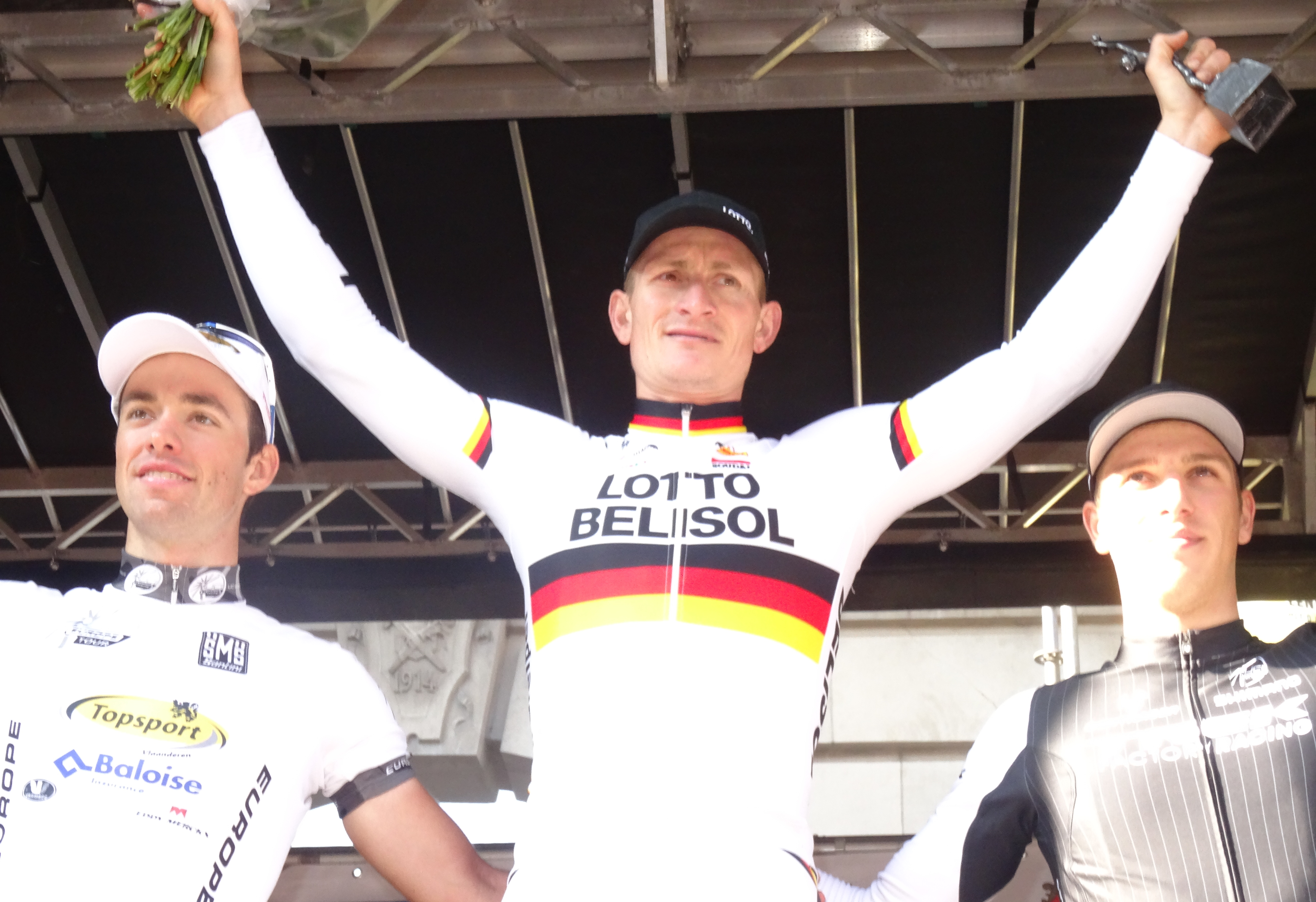
Podium de l'édition 2014 du Grand Prix Jef Scherens : Tom Van Asbroeck (2e), André Greipel (1er) et Danny van Poppel (3e).
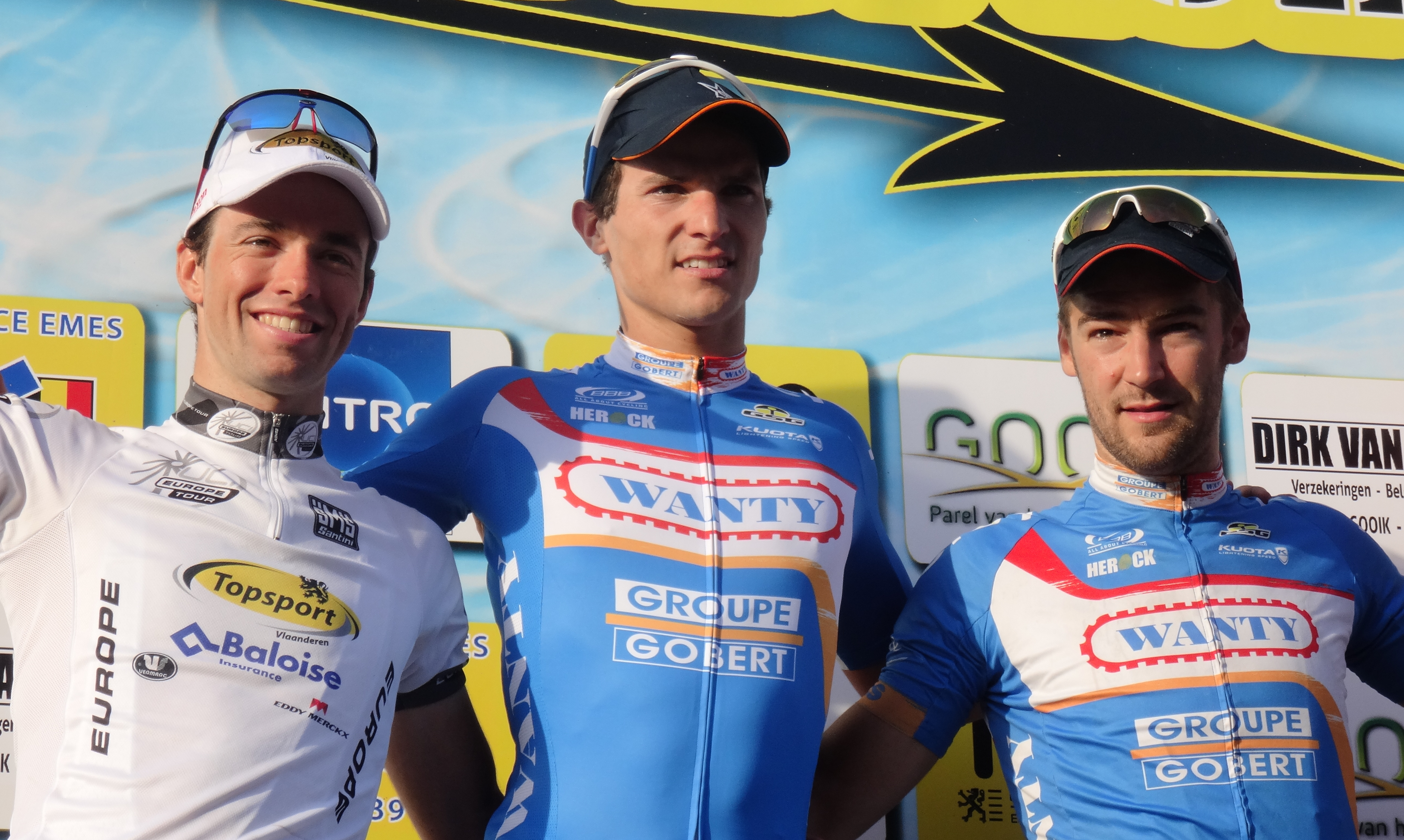
Podium de l'édition 2014 de la Gooikse Pijl : Tom Van Asbroeck (2e), Roy Jans (1er) et Laurens De Vreese (3e).
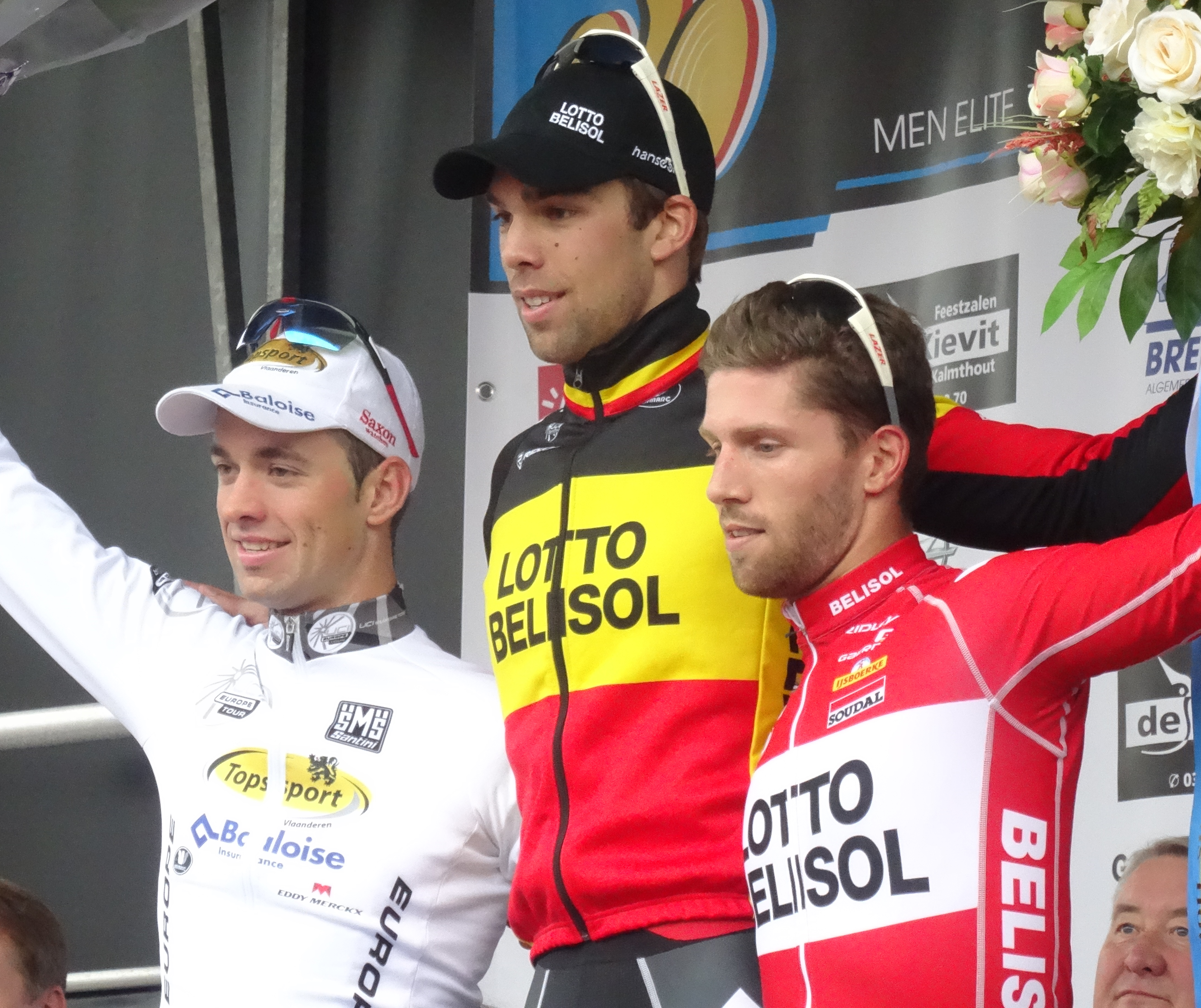
Podium de l'édition 2014 du Prix national de clôture : Tom Van Asbroeck (2e), Jens Debusschere (1er) et Jonas Van Genechten (3e).
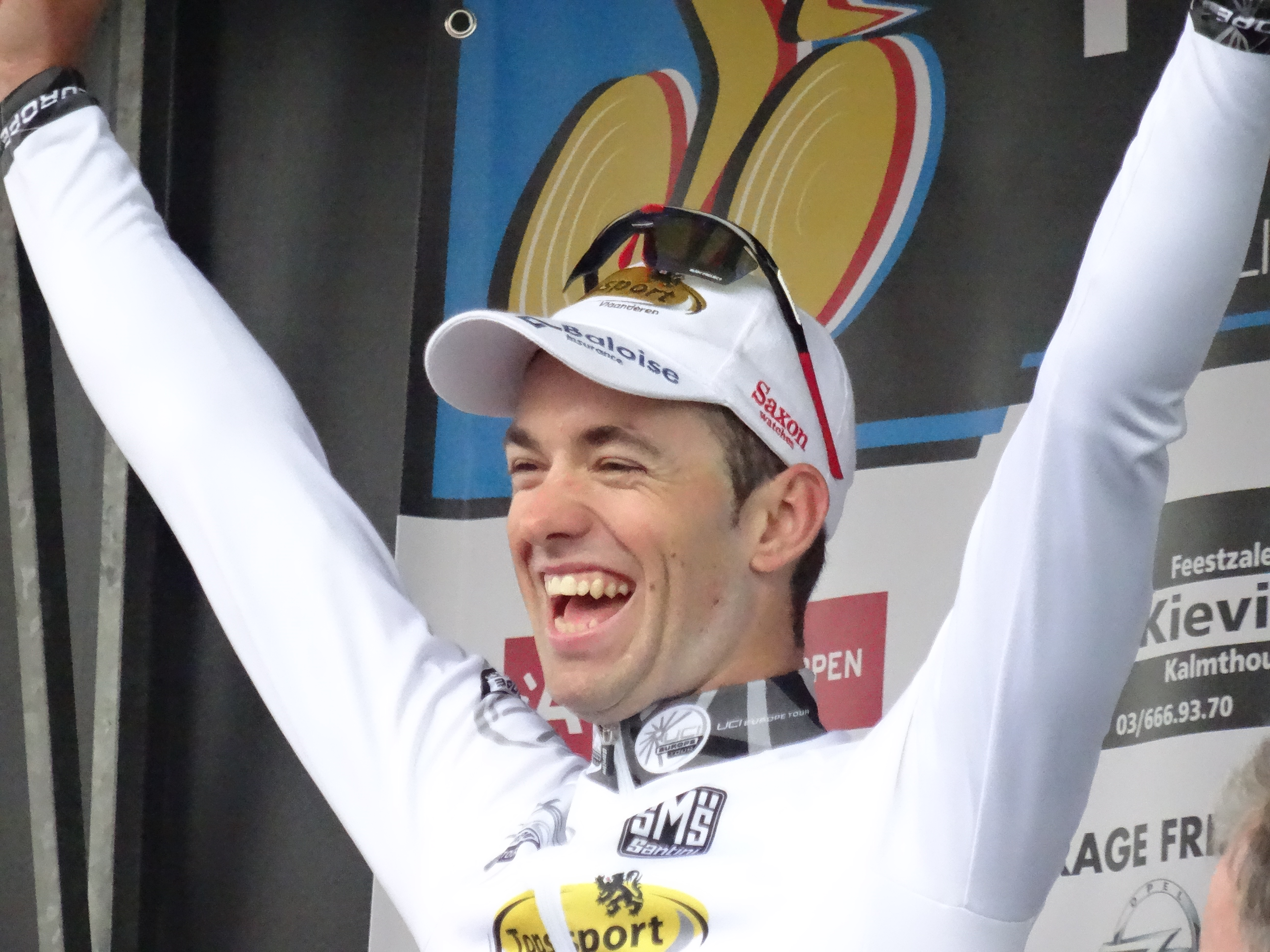
Tom Van Asbroeck, vainqueur du classement individuel de l'UCI Europe Tour 2014.
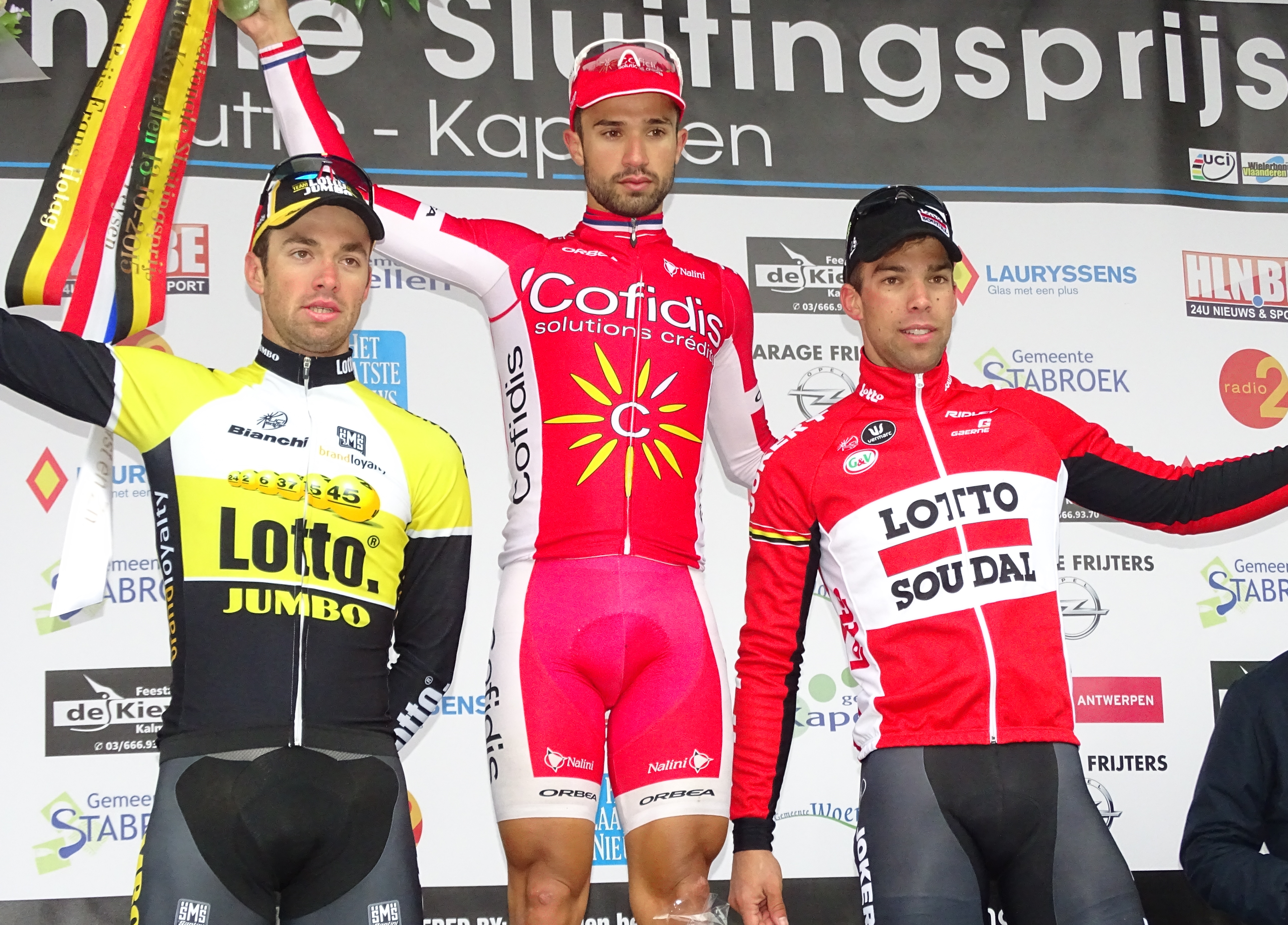
Podium de l'édition 2015 du Prix national de clôture : Tom Van Asbroeck (2e), Nacer Bouhanni (1er et vainqueur de l'UCI Europe Tour 2015 grâce à cette course) et Jens Debusschere (3e).

### Résultats sur les grands tours

#### Tour de France
1 participation
- 2020 : 98e

#### Tour d'Italie
1 participation
- 2018 : 133e

#### Tour d'Espagne
3 participations
- 2015 : 110e
- 2017 : 133e
- 2018 : 87e

### Classements mondiaux
En 2014, Tom Van Asbroeck se classe 1er de l'UCI Europe Tour, parmi 1 129 coureurs classés, avec 764 points. Son équipe, Topsport Vlaanderen-Baloise, se classe 1re du classement par équipes.
| Année                                 | 2011 | 2012 | 2013 | 2014 | 2015 | 2016 | 2017  | 2018  | 2019 | 2020 | 2021 | 2022 | 2023 | 2024 |
| ------------------------------------- | ---- | ---- | ---- | ---- | ---- | ---- | ----- | ----- | ---- | ---- | ---- | ---- | ---- | ---- |
| UCI World Tour                        |      |      |      |      | 188e | 225e | 215e  | 322e  |      |      |      |      |      |      |
| Classement mondial                    |      |      |      |      |      | 270e | 756e  | 1272e | 90e  | 420e | 114e | 725e | 192e | 159e |
| UCI Europe Tour                       | 387e | 57e  | 74e  | 1er  |      | 171e | 1152e | 1123e | 73e  | 344e | 98e  | 554e | nc   | 129e |
| UCI Asia Tour                         | nc   | nc   | nc   | nc   |      | nc   | nc    | 734e  |      |      |      |      |      |      |
|                                       |      |      |      |      |      |      |       |       |      |      |      |      |      |      |
| Légende : nc = non classéSource : UCI |      |      |      |      |      |      |       |       |      |      |      |      |      |      |